# بانک گردشگری
بانک گردشگری اولین بانک تخصصی و خصوصی در زمینه گردشگری در ایران است. این بانک یک شرکت خدماتی مالی و خصوصی در شبکه بانکی ایران است که به شکل مجموعه ای از فعالیت‌های بانکی (بانکداری فراگیر) سازماندهی شده است. نگاه اصلی بانک گردشگری در حوزه بانکداری بر بهبود و توسعه فناوری اطلاعات و ارتباطات، خلاقیت و رشد فرهنگ ارتباط با مشتریان، ارتقا کیفیت خدمات همگام با الگوی جهانی تجهیز و تخصیص مطلوب منابع مالی و سرمایه انسانی استوار است. بانک گردشگری با تأکید بر صنعت گردشگری و در صرف منابع مالی به صورت تخصصی عمل می‌کند. بانک گردشگری مانند سایر بانک‌ها فعالیت می‌کند اما توجه سرمایه‌گذاری آن بر روی گردشگری است.

## چشم‌انداز
سودآوری عملیاتی پایدار و ارائه تمامی محصولات و خدمات بانکی، ارائه تمامی محصولات و خدمات بانکی در بسترهای مختلف اکترونیکی و قرارگیری در میان پنج برند برتر در میان بانک‌های خصوصی کشور و کسب سهم ۲٫۵ از سپرده‌های شبکه بانکی با ازجمله چشم اندازهای بانک گردشگری تا افق زمانی سال ۱۴۰۶ است.
1. جزء ۵ بانک برتر در بین بانک‌های خصوصی از منظر سهم بازار سپرده‌ها
2. در زمره ۵ برند برتر بانکی از دیدگاه مشتریان
3. منتخب به عنوان نخستین ارائه دهنده خدمات و محصولات در میان فعالین صنعت گردشگری
4. قرار گرفتن در بین ۵ بانک برتر از لحاظ کیفیت خدمات مبتنی بر فناوری اطلاعات

## شعب
شعب بانک گردشگری شامل ۵۵ شعبه در شهر تهران و ۴۵ شعبه در سایر شهرستان‌های ایران می‌باشد. (صرف نظر از باجه‌های فعال در تهران و سایر شهرستان‌ها)

## پروژه‌های سرمایه‌گذاری بانک در صنعت گردشگری
- میکا مال کیش
- سرزمین ایرانیان ILAND
- سیتی سنتر اصفهان
- فدک مال اصفهان
- هتل‌های فرودگاهی
- نگین افق نیایش
- هتل چهارستاره سیرجان
- ستاره بام کویر در شهر بافت
- کارونسرای وکیل کرمان
- گرند هتل قزوین
- زیگورات سنتر سیرجان

## مدیریت‌ها و ادارات زیرمجموعه[۳]
- معاونت مالی
- * مدیریت امور مالی
- معاونت اقتصادی و امور سرمایه گذاری
- * مدیریت امور سرمایه گذاری و شرکت‌ها
- * مدیریت امور سهامداران و امور مجامع
- معاونت شعب و بازاریابی
- *مدیریت امور شعب
- *اداره بازاریابی و عملیاتی نوین بانکداری
- معاونت برنامه ریزی و منابع انسانی
  - مدیریت امور توسعه سرمایه انسانی
  - مدیریت امور طرح و برنامه
- معاونت اعتبارات
  - مدیریت امور اعتبارات
- معاونت فناوری اطلاعات
- *مدیریت امور فناوری اطلاعات
- معاونت بین الملل
  - مدیریت امور بین الملل
- مدیریت امور روابط عمومی و تبلیغات
- مدیریت امور حوزه مدیریت
- مدیریت امور حراست
- مدیریت امور حقوقی و قراردادها
- مدیریت امور پشتیبانی و املاک
- اداره بازرسی و نظارت
- اداره مبارزه با پولشویی و تامین مالی تروریسم
- اداره تطبیق و شفاف سازی
- اداره حسابرسی و کنترل‌های داخلی
- اداره ارزیابی و کنترل ریسک

## خدمات بانکداری الکترونیکی
- خدمات خودپرداز (ATM)
- خدمات پایانه فروش (POS)
- اینترنت بانک
- موبایل‌بانک
- تلفن‌بانک[۴]
- پیام کوتاه بانکی
- انواع کارت‌های اعتباری، هدیه و سفر کارت
- توبانک زیرمجموعه بانک گردشگری

## TOBANK
توبانک یک اپلیکیشن جامع در حوزه بانکداری دیجیتال به شمار می‌ آید و به نحوی شعبه الکترونیکی بانک گردشگری است. بانک گردشگری هم به عنوان یکی از بانک‌های ایران، اپلیکیشن توبانک را ایجاد کرده است. البته خدماتی که از طریق این برنامه قابل دریافت است، بسیار فراتر از یک اپلیکیشن بانکی است. از این رو، برنامه مذکور با عنوان شعبه الکترونیکی بانک گردشگری هم شناخته می شود. یکی از مهم ترین امکاناتی که این سوپر اپلیکیشن برای مشتریان بانک گردشگری یا متقاضیان استفاده از خدمات آن فراهم کرده است، امکان افتتاح حساب غیر حضوری است. به این ترتیب، علاقه مندان در هر ساعتی از شبانه روز می توانند به سامانه اینترنتی مربوطه به نشانی tobank.ir مراجعه کرده و نسبت به افتتاح حساب آنلاین اقدام کنند.

### مزایا و ویژگی‌ها
- امکان احراز هویت و افتتاح حساب به صورت آنلاین

- صدور آنلاین انواع کارت‌های نقدی و ارسال پستی رایگان کارت به نشانی مشتری

- فعالسازی و صدور رمز اینترنت بانک و همراه بانک

- دریافت و تغییر رمز اول و دوم کارت

- درخواست صدور کارت المثنی

- صدور کارت هدیه با طرح دلخواه

- خدمات پرداخت

- باشگاه مشتریان

- سفته الکترونیکی

- صندوق سرمایه گذاری با درآمد ثابت

- ثبت نام وام قرض الحسنه ازدواج

- سوپر مارکت مالی

- خدمات گردشگری

## انواع کارت‌های بانکی در بانک گردشگری
- گردش کارت:[۶]

گردش کارت همان کارت پرداخت نقدی است که به حساب‌های جاری یا حساب سپرده کوتاه مدت متصل بوده و مشتریان می‌توانند با استفاده از آن از طریق کانال‌های ارتباطی مانند اینترنت، پایانه‌های فروشگاهی، دستگاه‌های خودپرداز و … به حساب‌های خود دسترسی داشته باشند.
- بن کارت:

کارت پرداخت نقدی الکترونیکی است. با استفاده از این کارت مدیران سازمان‌ها و شرکت‌ها می‌توانند کمک‌های غیرنقدی خود را برای کارکنان خود به ساده‌ترین وجه ممکن تأمین نمایند.
- کارت هدیه:

کارت پرداخت نقدی الکترونیکی است که متناسب با خواسته مشتریان و در مبالغ مشخصی صادر می‌شود تا از آن برای خرید کالا و خدمات از طریق پایانه‌های فروشگاهی، فروشگاه‌های مجازی و … استفاده به عمل آورند.
- کارت مجازی:

مشتریان می‌توانند به منظور تسهیل مدیریت اقساط و وجوه دریافتی، از این کارت بهره گیرند.
- سایبر کارت:

کارتی است که برای افزایش امنیت مالی مشتریان و کاهش امکان سوء استفاده‌های احتمالی در خریدهای اینترنتی توسط بانک گردشگری ارائه شده است.
- کارت خانواده:

کارت پرداخت الکترونیک که از یک حساب برای افراد مختلف خانواده و به نام آنها صادر می‌شود و امکاناتی از قبیل خرید، پرداخت الکترونیک و خدمات از طریق پایانه‌های فروشگاهی و… را دارد. به علاوه این مکان وجود دارد که برای اعضای مختلف خانواده محدودیت‌هایی در دریافت و برداشت وجه و درگاه‌های مورد استفاده قرار داد.
- بای کارت

این محصول به منظور تسهیل شرایط خرید برای خریداران و کمک به صاحبان کسب و کار که در یک مرکز خرید فعالیت می کنند طراحی شده و به افرادی که از سوی ایشان معرفی می‌شوند پس از انجام اعتبارسنجی توسط بانک تسهیلات با شرایط ویژه اعطا می‌شود.
- توریست کارت

بانک گردشگری به منظور تقویت و توسعه جایگاه صنعت گردشگری و همچنین ارائه خدمات مالی به گردشگری خارجی که قصد بازدید از ایران را دارند و نیز در جهت تسریع و تسهیل فرایند خریدهای مورد نیاز آنها، اقدام به طراحی محصول "توریست کارت" کرده است. توریست کارت کارتی با قابلیت شارژ و دشارژ معادل ریالی ارز گردشگری خارجی است که از طریق آژانس‌های مسافرتی در اختیار آنها قرار می‌گیرد و گردشگران خارجی را قادر می‌سازد تا از طریق این کارت بدون نیاز به حمل وجه نقد، از پایانه‌های فروشگاهی در داخل ایران خرید کنند.

### حامی تیم ملی والیبال ایران ۱۳۹۶
بانک گردشگری در طی سه سال گذشته حامی فدراسیون بوده و به واقع با وجود اینکه والیبال در سالهای گذشته در ایران شرایط چندان مناسبی نداشت اما بانک گردشگری همواره حمامی فدراسیون و تیم ملی والیبال بود.

## تاریخچه
بانک گردشگری از ۷ دی‌ماه ۱۳۸۹ توسط مهدی جهانگیری تأسیس و بنیان‌گذاری و در ۳۰ دی ماه ۱۳۸۹ شروع به فعالیت کرد. بانک گردشگری با سرمایه اولیه ۲ هزار میلیارد ریال مجوز فعالیت خود را از بانک مرکزی جمهوری اسلامی ایران کسب کرد. بانک گردشگری تا کنون و طی ۴ مرحله نسبت به افزایش سرمایه اقدام کرده که در مرحله اول ۴ هزار میلیارد، مرحله دوم ۶ هزار میلیارد ریال، مرحله سوم ۱۵ هزار میلیارد ریال افزایش سرمایه داده و در آخرین مرحله نیز بر اساس پیشنهاد هیات مدیره این بانک و با موفقیت سهامداران در مجمع عمومی فوق العاده در تاریخ ۱۸ آذر ۱۴۰۲ افزایش سرمایه آن به مبلغ ۳۰ هزار میلیارد ریال مصوب شد.

سهام بانک در ۲ آذر ماه سال ۱۳۸۹ در شعب بانک پارسیان و شبکه کارگزاری فرابورس آغاز واگذار شد.
۶۰ درصد از سهام بانک توسط مؤسسان بانک تأمین شده و ۴۰ درصد مابقی نیز از طریق عرضه عمومی به مردم واگذار شد.

### تحریم توسط وزارت خزانه داری آمریکا
بانک گردشگری توسط وزارت خزانه‌داری آمریکا در ۸ اکتبر ۲۰۲۰ به‌دلیل برنامه هسته‌ای در لیست سیاه آمریکا قرار گرفت و تحریم شد.

## سهامداران
سهام بانک گردشگری در ۲ آذر  سال ۱۳۸۹ در شعب بانک پارسیان و شبکه کارگزاری فرابورس واگذار شد. ۶۰ درصد از سهام بانک توسط موسسان بانک تامین شده و ۴۰ درصد مابقی از طریق عرضه عمومی به مردم واگذار شد. 

### سهامداران حقیقی
۳۰درصد سهام این بانک در اختیار سهامداران حقیقی است.

### سهامداران حقوقی
- سرمایه گذاران فعال در بخش گردشگری ۴۰٪ سهام به عنوان مؤسس[۱۸]
- سرمایه گذاران فعال در بخش ساخت و ساز و انبوه‌سازی ۱۵٪ به عنوان مؤسس
- سرمایه گذاران فعال در بخش صنایع مختلف ۱۵٪ به عنوان مؤسس

## شرکت‌های زیر مجموعه

### شرکت اقتصادی نگین گردشگری ایرانیان[۱۹]
شرکت اقتصادی نگین گردشگری ایرانیان از سال ۱۳۸۹ در حوزه‌های تولیدی، صنعتی و ساخت اماکن گردشگری شروع به فعالیت کرد.

### شرکت خدمات ارزی و صرافی گردشگری[۲۰]
شرکت خدمات ارزی و صرافی گردشگری (سهامی خاص) در تاریخ ۱۷ خرداد ۱۳۹۵ تحت شماره ۴۹۲۹۵۳ در اداره ثبت شرکت‌ها و مؤسسات غیرتجاری شهر تهران به ثبت رسیده و به‌موجب مجوز شماره ۲۶۹۸۸۱ مورخ ۲۴ آبان ۱۳۹۵ بانک مرکزی ایران اجازه فعالیت شرکت صرافی را دریافت کرده است. سرمایه این شرکت در سال ۱۴۰۳، به میزان ۲۵۰ میلیارد ریال عنوان شده است.
فعالیت‌های شرکت:
- خرید و فروش نقدی ارز، مسکوک طلای ضرب‌شده توسط بانک مرکزی جمهوری اسلامی ایران
- انجام عملیات مربوط به حواله‌های ارزی از طریق بانک‌ها و مؤسسات اعتباری غیربانکی مجاز داخلی
- ارایه خدمات ارزی برون‌مرزی از طریق کارگزاران در چارچوب قوانین و مقررات ارزی

### شرکت توسعه فناوری اطلاعات گردشگری ایران[۲۱]
شرکت توسعه فناوری اطلاعات گردشگری ایران TIT با هدف اراِئه خدمات استاندارد و یک‌پارچه در حوزه فناوری اطلاعات؛ در سال ۱۳۸۸ در اداره ثبت شرکت‌ها و مؤسسات غیر تجاری تهران ثبت و مجوز فعالیت خود را از شورای عالی انفورماتیک ایران دریافت کرد. این شرکت توانسته است سیستم مدیریت کیفیت را بر اساس استاندارد بین‌المللی 2008: ISO ۹۰۰۱ کسب نماید.

### شرکت نگین افق نیایش
شرکت نگین افق نیایش به عنوان شرکت پروژه و به منظور سرمایه گذاری تخصصی و اثربخش در صنعت ساختمان در سال ۱۳۹۹ تاسیس شد و  مهمترین اهداف تاسیس این شرکت، ساخت و بهره‌برداری پروژه‌های عمرانی عنوان شده است.

### شرکت سرمایه گذاری و انبوه‌سازی پارس میکا کیش
شرکت سرمایه گذاری و انبوه سازی پارس میکا کیش از سال ۱۳۸۲ وارد عرصه ساخت و ساز کیش شده و بیش از یک دهه با تمام توان در پی گسترش فضاهای تجاری، اداری، مسکومی و تفریحی کیش و آبادانی این جزیره بوده است.

### شرکت پرستیژلند ایران
شرکت پرستیژلند ایران، شرکتی خصوصی و چند ملیتی (joint venture) است که عمده فعالیت آن سرمایه گذاری در زمینه پروژه‌های ساختمانی است که مهمترین پروژه این شرکت اصفهان سیتی عنوان شده است.  

### شرکت دانش بنیان ایده پرداز دانش نوین آرشام
شرکت دانش بنیان ایده پرداز دانش نوین آرشام (ایپام) با اخذ مجوزهای پرداخت یاری و پرداخت سازی از بانک مرکزی جمهوری اسلامی و شاپرک به ارائه خدمات و بانکداری مجازی، بانکداری باز، اینشورتک و سوپرمارکت مالی می‌پردازد.

### شرکت فراگستر فدک اسپادان
مجموعه فدک مال با زیربنای ۱۳۷ هزار متر مربع در منطقه شمال اصفهان قرار گرفته است. پروژه فدک تلفیقی از ارائه خدمات تفریحی، تجاری، گردشگری، آموزشی و درمانی است.

## مسئولیت اجتماعی
- حمایت مالی از فیلم سینمایی مدرسه موش‌ها ۲ به کارگردانی مرضیه برومند

- حمایت رسمی تیم های ملی والیبال ایران از سال ۱۳۹۶ تا ۱۴۰۰

- حمایت رسمی و اصلی از تیم پرسپولیس تهران از سال ۱۳۹۸ تا ۱۴۰۰

- هدفگذاری ساخت یکصد مدرسه به نام کیمیای دانش در مناطق کمتر برخوردار کشور و ساخت ۳۲ مدرسه تا کنون

## دستاوردها و افتخارات
- تنها بانک ایرانی عضو سازمان جهانی گردشگری unwto[۲۲]
- بانک عامل وزارت میراث فرهنگی، گردشگری و صنایع دستی[۲۳]
- دریافت نشان برتر در پنجمین اجلاس جهانی نشان برتر در حوزه برندینگ و مشتری‌مداری
- دریافت لوح از سومین کنفرانس بین‌المللی بازاریابی خدمات مالی * اخذ جایزه کیفیت اروپا در سال ۱۳۹۲
- معرفی به عنوان بانک برگزیده در زمینه بهره‌وری در سال ۱۳۹۴
- دریافت لوح بین‌المللی تقدیر در یازدهمین همایش بین‌المللی تجارت الکترونیک با تمرکز بر گردشگری و خدمات آنلاین و گردشگری سلامت
- کسب رتبه ۵۵ در میان ۱۰۰ شرکت برتر ایران در سال ۱۳۹۶
- دریافت گواهینامه Iso 10668 بین‌المللی در همایش زنجیره موفقیت سازمانی
- دریافت لوح تقدیر بهره‌وری بانک در ششمین جشنواره ملی بهره‌وری ایران
- دریافت نشان زرین برند پایدار با رویکرد مسئولیت اجتماعی بنگاه‌های اقتصادی
- دریافت نشان منتخب اجلاس جهانی نشان برتر
- دریافت نشان مسئولیت‌پذیری اجتماعی
- پذیرش عضویت بانک گردشگری در سازمان جهانی جهانگردی
- کسب رتبه نخست در زمینه بهره‌وری از همایش بهره‌وری سازمان
- صعود ۳۰ پله‌ای بانک در رده‌بندی شرکت‌های برتر ایران
- دریافت گواهینامه جایزه تعالی آموزش و توسعه سرمایه انسانی
- دریافت گواهی استاندارد ISO 10015
- دریافت نشان طلایی شهرت و اعتبار در ارائه خدمات نوین بانکی (ITEC 2018)
- کسب رتبه هشتم در زمینه فعالیت در شبکه‌های اجتماعی
- کسب رتبه سوم در بانکداری اسلامی و رتبه هفتم جهانی به انتخاب نشریه بین‌المللی BANKER در سال ۲۰۱۸
- کسب جایزهٔ کیفیت اروپا در سال ۹۳[۲۴]
- رتبه ۵۵ در بین صد شرکت برتر ایران ۱۳۹۴[نیازمند منبع]